# Alfredo Auerbach
Alfred Auerbach, em Portugal Alfredo Auerbach (? - Sintra), 1.º Barão de Inhaca, foi um empresário comercial judeu alemão.

## Biografia
Em 1880 estabeleceu a sua actividade na Ilha de Moçambique, onde alcançou rapidamente, com a ajuda de consideráveis fornecimentos para o Estado, uma enorme fortuna.
Casou com uma dama Inglesa e retirou-se dos negócios, mas, por agradecimento aos que o tinham enriquecido, veio fixar residência em Portugal, em Sintra, onde granjeou grande popularidade. Ambos morreram em Sintra.
O título de 1.º Barão de Inhaca foi-lhe concecido por Decreto de D. Carlos I de Portugal de 8 de Novembro de 1892.